# 强壮蛛形蟹
强壮蛛形蟹（学名：Latreillia valida）为蛛形蟹科蛛形蟹属的动物。分布于日本、菲律宾、丹老群岛、泰国湾、孟加拉湾、非洲东岸，包括南海等海域，生活环境为海水，一般栖息于50-290米深的泥以及沙质底。其生存的海拔范围为-290至-50米。